# Европа-центр
«Европа-центр» (Europa-Center) — комплекс зданий с запоминающимся высотным зданием на площади Брайтшайдплац в берлинском районе Шарлоттенбург. В 1960-е годы наряду с Мемориальной церковью кайзера Вильгельма стал символом Западного Берлина. Находится под охраной государства как исторический памятник.
На месте, где сейчас находится «Европа-центр», в 1916 году открылось «Романское кафе», ставшее легендарным местом встречи писателей, художников и работников театра. В ходе бомбардировок во время Второй мировой войны, в ноябре 1943 года здание было разрушено. Несколько десятилетий земельному участку не находилось применения, место считалось «позорным пятном на визитной карточке Берлина».
В 1961 году, вскоре после возведения Берлинской стены, разделившей город, картина изменилась. Новое строительство было необходимо в политических целях как символ жизненной энергии жителей Западного Берлина. На площади Брайтшайдплац, находившейся в центре западной части Берлина, помимо реставрированной Гедехтнискирхе требовались дальнейшие улучшения. Заказчиком строительства выступил успешный берлинский коммерсант и инвестор Карл Хайнц Пеппер. Он поручил профессору Гельмуту Гентриху и инженеру Хуберту Печниггу создание и реализацию проекта офисного и торгового центра по американскому образцу. В подготовке проекта в качестве художественного консультанта участвовал Эгон Айерман, архитектор Мемориальной церкви. Строительные работы начались в 1963 году, а 2 апреля 1965 года состоялась торжественная церемония открытия «Европа-центра», в которой принял участие правящий бургомистр Берлина Вилли Брандт.
На общей площади в 80 000 кв. м. разместился комплекс зданий различной конфигурации: двухэтажное цокольное здание с подземным этажом и двумя внутренними двориками, здание кинотеатра, гостиница, жилой дом и высотное офисное здание в 21 этаж высотой в 86 м и офисной площадью 13 000 м. В то время это было единственное здание такого рода в Берлине и поэтому оно получило большую известность. Проведённые впоследствии многочисленные реконструкции и модернизации имели целью повысить привлекательность сооружения и его коммерческий успех. Так, внутренние дворы были перекрыты, а каток с искусственным льдом в одном из них был закрыт в 1979 году. Эксплуатирующие компании указывали в 2005 году следующие данные: около 100 предприятий торговли и гастрономии, от 20 до 40 тысяч посетителей в день.
В 1982 году установлены часы утекающего времени, водяные часы высотой 13 метров, занимающие три этажа.
На крыше высотного здания установлен хорошо видный со всех сторон логотип «Mercedes». Конструкция весит 10 тонн, внешний диаметр составляет 10 метров, за минуту делает около двух оборотов вокруг своей оси и светится ночью.
В знаменитом фильме «Мимино» Георгия Данелия главный герой покупает в «Европа-центре» зелёного крокодила.